# Zarośle (Korzecko)
Zarośle – przysiółek wsi Korzecko w Polsce, położony w województwie świętokrzyskim, w powiecie kieleckim, w gminie Chęciny.
W latach 1975–1998 przysiółek administracyjnie należał do województwa kieleckiego.